# Courtney Sarault
Courtney Lee Sarault (Grand Rapids, 24 april 2000) is een in de Verenigde Staten geboren Canadees shorttrackster.

## Achtergrond
Sarault werd geboren in de Verenigde Staten, maar groeide op in de Franstalige provincie Quebec in Canada, meer precies in Montreal, waar shorttrack populairder is dan in andere delen van Canada. Ze begon op haar zevende met shorttrack en komt uit een sportfamilie. Haar vader Yves Sarault is een voormalig ijshockeyer voor onder andere de Montreal Canadiens en de Calgary Flames uit de NHL.

## Carrière

### Junioren
Sarault won bij de WK voor junioren in 2018 zilver op de 1000 en 1500 meter en eindigde na winst in de superfinale op de tweede plek in het eindklassement achter de Zuid-Koreaanse Kim Ji-yoo. Bovendien won ze goud met de aflossingsploeg. Een jaar later deed Sarault mee aan zowel het WK voor junioren van 2019 als aan de reguliere wereldkampioenschappen van 2019. Bij de junioren won ze brons op de 1500 meter, en bij het WK van 2019 in de Bulgaarse hoofdstad Sofia won Sarault met de aflossingsploeg de bronzen plak.

### Doorbraak
Haar grote doorbraak beleefde Sarault tijdens de viercontinentenkampioenschappen van 2020, de tegenhanger van het Europees kampioenschap, in Montreal. Ze behaalde zilver op de 1000 meter en brons op de 500 meter, waarmee ze als derde eindigde in het eindklassement. Ook werd zilver gepakt met de aflossingsploeg. Tijdens de wereldkampioenschappen van 2021 eindigde Sarault achter de Nederlandse Suzanne Schulting als tweede in het eindklassement, door een zilveren plak op de 1500 meter, een bronzen medaille op de 1000 meter en een tweede plaats in de superfinale.
Tijdens de Olympische Winterspelen 2022 in Peking kwam Sarault uit op de 1000 meter, waarop ze in de kwartfinale bleef steken. Over de langste afstand, de 1500 meter, haalde ze de B-finale. Met de vrouwenaflossingsploeg werd ze vierde. In november 2022 haalde Sarault op de Viercontinentenkampioenschappen 2023 haar eerste gouden medailles op een internationaal eindtoernooi. Ze werd kampioen over 1000 en 1500 meter. Met de aflossingsploegen kwamen er nog een zilveren (aflossing vrouwen) en bronzen medaille (gemengde aflossing) bij. Tijdens het WK 2023 won Sarault tweemaal brons.